# Massiel
Massiel, właśc. María Félix de los Ángeles Santamaría Espinoza (ur. 2 sierpnia 1947 w Madrycie) – hiszpańska piosenkarka.
Zwyciężczyni 13. Konkursu Piosenki Eurowizji (1968) z utworem „La, la, la”.

## Dyskografia
Albumy
- 1966: ''Di que no (EP)
- 1968: Cantando a la vida
- 1970: Massiel en México
- 1972: Baladas de Bertolt Brecht
- 1972: Lo mejor de Massiel
- 1975: Viva
- 1976: Carabina 30-30
- 1977: Alineación
- 1981: Tiempos difíciles
- 1982: Rosas en el mar
- 1983: Corazón de hierro
- 1984: Sola en libertad
- 1985: Massiel en Des...Concierto
- 1986: Desde dentro
- 1990: Deslices
- 1997: Desátame
- 1997: Autoretrato: Lo mejor de Massiel
- 1998: Grandes Éxitos
- 1999: Todas sus grabaciones en Polydor (1976–1977)
- 2003: Sus primeros años (1966–1975)
- 2007: Massiel canta a Bertolt Brecht
- 2008: Sus álbumes

Wybrane single
- 1966: „Él era mi amigo”/„Sé que ries al pensar”
- 1967: „Rosas en el mar” #1 w Meksyku
- 1967: „Aleluya Nº1" #1 w Meksyku
- 1967: „La moza de los ojos tristes”/„Mirlos, molinos y sol”
- 1968: „La, la, la”/„Pensamientos, sentimientos”
- 1968: „Deja la flor”/„Sol de medianoche”
- 1968: „Las rocas y el mar”/„Vida y muerte”
- 1968: „Niños y hombres”/„A espaldas de mi pueblo”
- 1969: „Amén”/„Ay volar”
- 1970: „Cantan las sirenas”/„Canciones”
- 1970: „Detrás de la montaña”/Viejo marino”
- 1971: „Dormido amor”
- 1972: „Balada de Maria Sanders”/Balada de la comodidad”
- 1973: „Rompe los silencios”/„Corriendo, corriendo”
- 1977: „Tu me preguntas si soy feliz”/„Para vivir”
- 1982: „Eres/De 7 a 9"
- 1982: „Tiempos difíciles”/„Loca”
- 1983: „Marinero”/„Otra mujer”
- 1983: „Brindaremos por él”/„Ay la nena”
- 1983: „Más fuerte”/„Basta de peleas”
- 1984: „Acordeón”
- 1984: „Voy a empezar de nuevo”/„Te fuiste”
- 1985: „Vaca pagana”/„Popurrí”
- 1985: „Rosas en el mar”
- 1985: „Qué más quisiera yo”
- 1986: „Volverán”/„Hoy me he propuesto pensar en ti”
- 1986: „Lo que cambie por ti”/„Poco después de las 12 de un 20 de marzo”
- 1990: „Ese es mi pueblo”